# Skenderaj
Skenderaj (Srbica en serbe latin, Србица en serbe cyrillique) est une ville et une municipalité du Kosovo. Elle fait partie du district de Kosovska Mitrovica. Selon le recensement kosovar de 2011, la ville intra muros compte 6 612 habitants et la commune/municipalité 50 858.

## Histoire

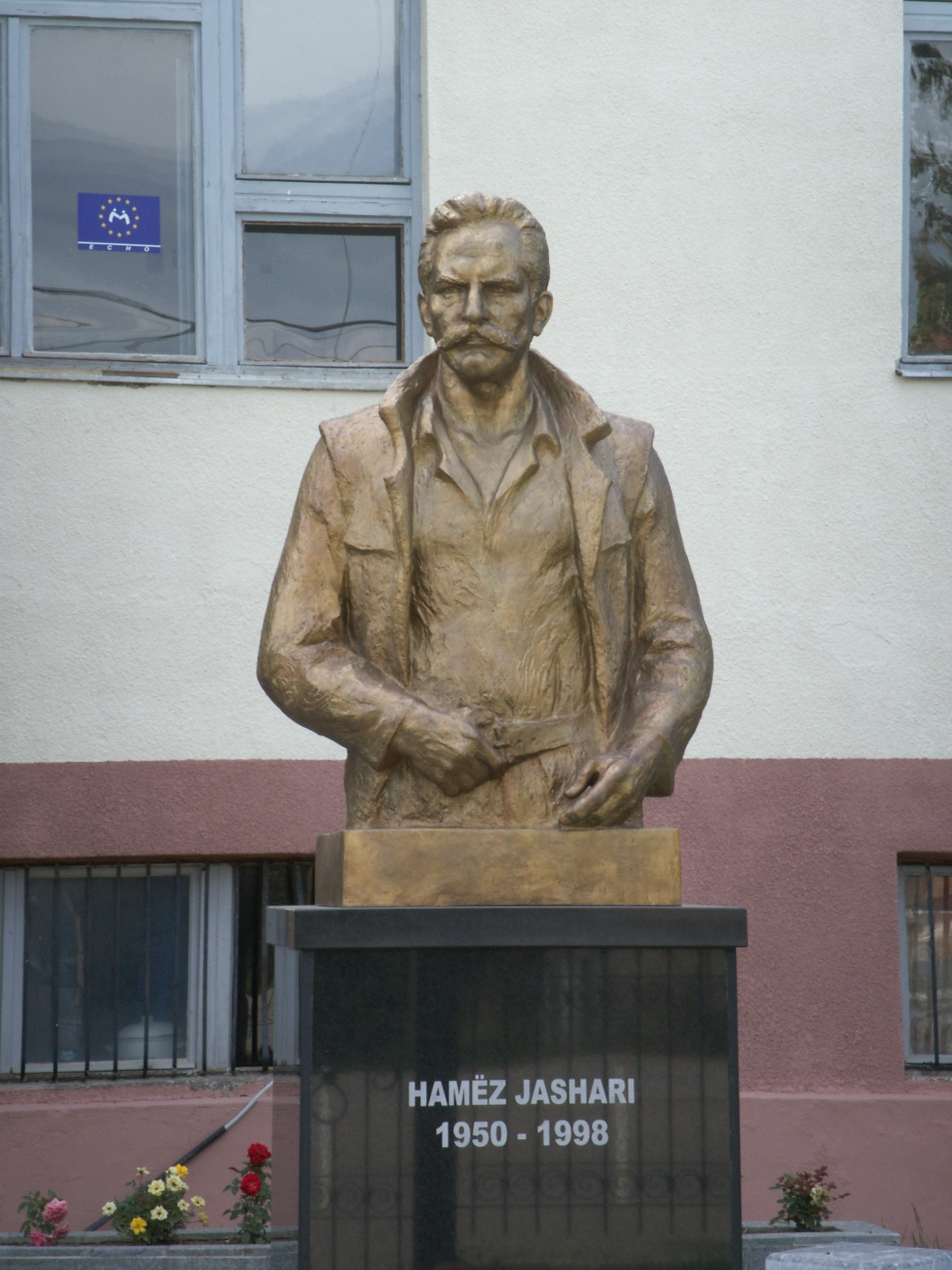
Buste de Hamëz Jashari à Skenderaj/Srbica

## Localités

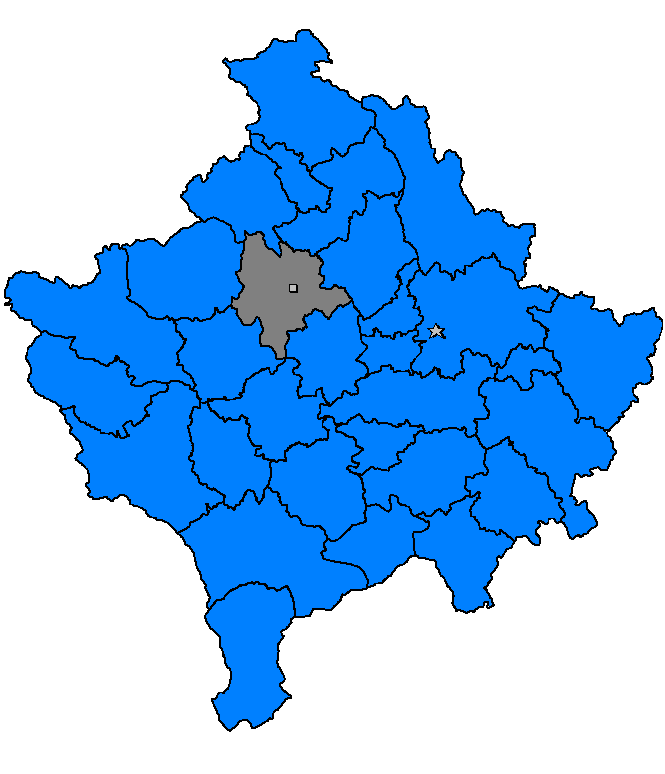
Localisation de la commune/municipalité de Skenderaj/Srbica au Kosovo

La commune/municipalité de Srbica compte les localités suivantes :
| - Abri e Poshtme/Donje Obrinje - Açarevë/Ovčarevo - Bajë/Banja - Baks - Burojë/Broćna - Çitak/Čitak - Çubrel/Čubrelj - Dashec/Doševac - Izbicë/Izbica - Klinë e Epërme/Gornja Klina - Klinë e Mesme/Srednja Klina - Klinë e Poshtme/Donja Klina - Klladërnicë/Kladernica - Kopiliq i Epërm/ Gornji Obilić - Kopiliq i Poshtëm/Donji Obilić - Kostërc/Kostrc - Kotorr/Kotore | - Kozhicë/Kožica - Krasaliq/Krasalić - Krasmiroc/Krasmirovac - Kryshec/Kruševac - Kuçicë/Kućica - Leçinë/Leočina - Likoc/Likovac - Llaushë/Lauša - Lubavec/Ljubovac - Makërmal/Makrmalj - Marinë/Marina - Mikushnicë/Mikušnica - Murgë/Murga - Pemishtë/Padalište - Plluzhinë/Plužina - Polac/Poljance - Prekaz i Epërm/Gornje Prekaze | - Prekaz i Poshtëm/Donje Prekaze - Prelloc/Prelovac - Qirez/Ćirez - Radishevë/Radiševo - Rakinicë/Rakitnica - Rezallë/Rezala - Runik/Rudnik - Skënderaj/Srbica - (Skenderaj)/Novo Selo - Syriganë/Suvo Grlo - Tërnac/Trnavce - Ticë/Tica - Turiçec/Turićevac - Tushilë/Tušilje - Vajnik/Voćnjak - Vitak |

En 2011, le village de Novo Selo, qui formait autrefois une localité à part entière, était rattaché à Skenderaj/Srbica.

## Démographie

### Population dans la villeintra muros

#### Évolution historique de la population dans la ville
| 1948 | 1953 | 1961  | 1971  | 1981  | 1991  | 2011  |
| ---- | ---- | ----- | ----- | ----- | ----- | ----- |
| 396  | 717  | 1 009 | 1 658 | 2 921 | 4 962 | 6 612 |

|  |

#### Répartition de la population par nationalités dans la ville (2011)
En 2011, les Albanais représentaient 99,55 % de la population.

### Commune/Municipalité

#### Évolution historique de la population
| 1948   | 1953   | 1961   | 1971   | 1981   | 1991   | 2011   |
| ------ | ------ | ------ | ------ | ------ | ------ | ------ |
| 23 774 | 26 166 | 30 308 | 36 650 | 46 927 | 55 471 | 50 858 |

|  |

#### Répartition de la population par nationalités (2011)
En 2011, les Albanais représentaient 99,66 % de la population.

## Politique
L'assemblée municipale, élue le 17 novembre 2007, comptait 31 membres qui se répartissaient de la manière suivante :
| Parti                                 | Sièges |
| ------------------------------------- | ------ |
| Parti démocratique du Kosovo (PDK)    | 27     |
| Ligue démocratique de Dardanie (LDD)  | 3      |
| Alliance pour un nouveau Kosovo (AKR) | 1      |

Sami Lushtaku, ancien général de l'Armée de Libération du Kosovo et membre du PDK, a été élu maire (président) de la commune/municipalité.

## Économie
La commune/municipalité de Skënderaj/Srbica est la plus pauvre du Kosovo. L'activité principale y est l'agriculture.

## Tourisme

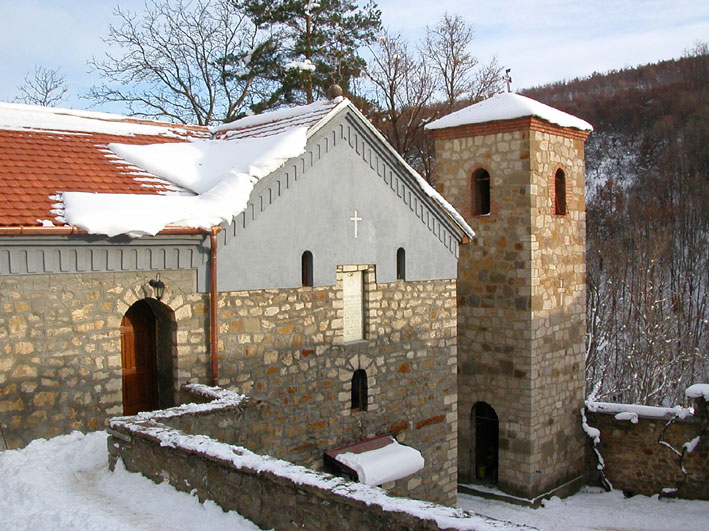
Le monastère de Devič

Le monastère orthodoxe serbe de Devič est situé sur le territoire du village de Llaushë/Lauša, à proximité de Skënderaj/Srbac ; il est inscrit sur la liste des monuments d'importance exceptionnelle de la république de Serbie.
Autres monuments
- le site préhistorique de Runik/Rudnik (Néolithique})[4]
- les vestiges de la nécropole de Kopiliq i Epërm/Gornji Obilić (Période romaine)[5]
- l'église Saint-Jean de Leçinë/Leočina (XIVe siècle)[6]
- l'église de la Transfiguration de Leçinë/Leočina (XIVe siècle)[7]
- l'Église Saint-Nicolas de Banja Rudnička (XVe siècle)[8]
- l'église Saint-Georges de Runik/Rudnik avec son cimetière (XVIe siècle)[9]

## Personnalités

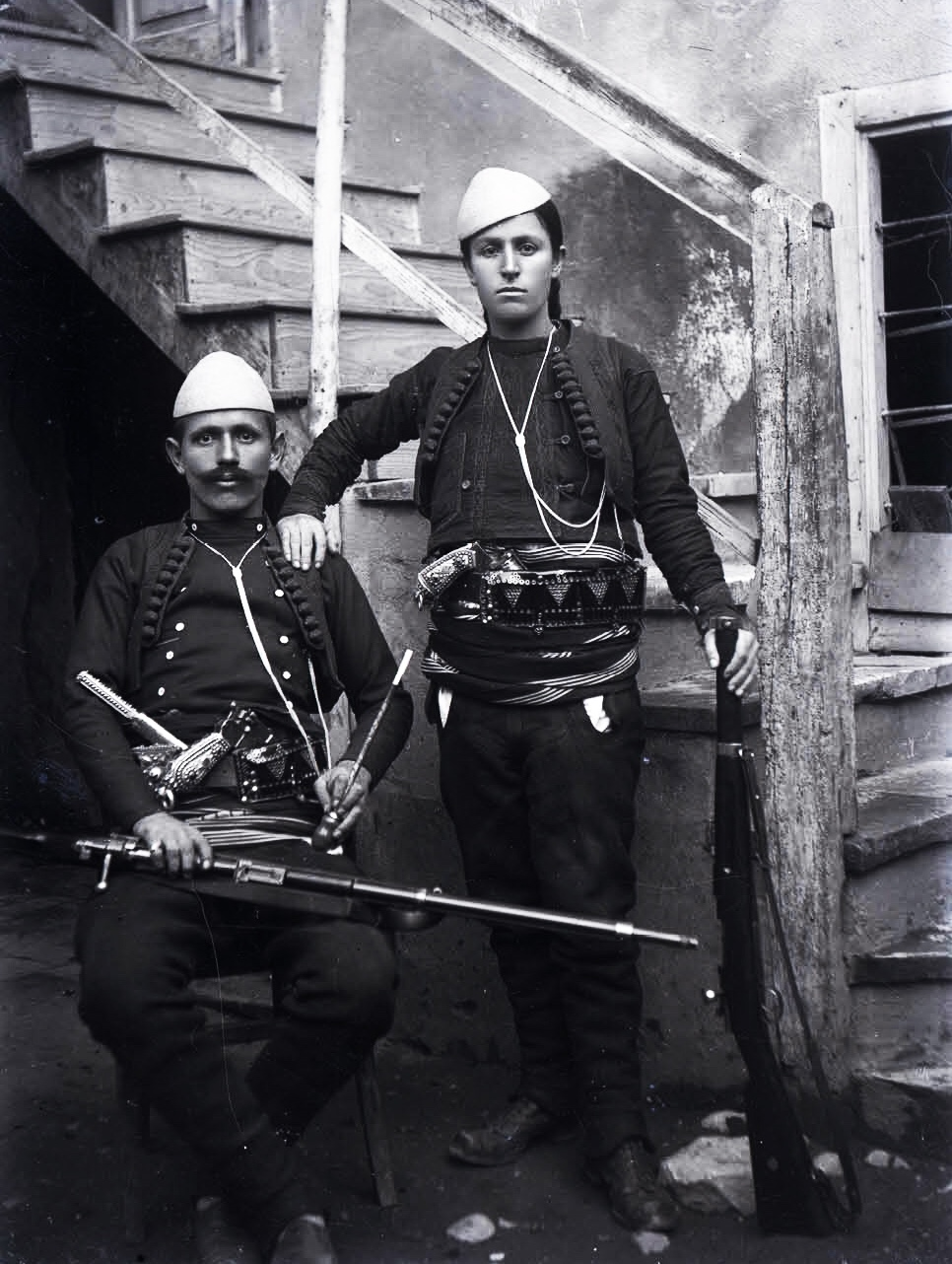
Azem Galica et Shote Galica

- Shote Galica (1895-1927), chef du mouvement Kachak au Kosovo et femme d'Azem Galica
- Flora Brovina (1949-), poétesse, pédiatre et militante des droits humains et notamment ceux des femmes albanaise du Kosovo
- Halil Xani (1952-), écrivain né à Skenderaj
- Adem Jashari (1955-1998), fondateur de l'Armée de libération du Kosovo (UÇK)
- Hashim Thaçi (né en 1968), chef politique de l'UÇK, premier ministre du Kosovo (depuis 2008)
- Hamëz Jashari (1950-1998), cofondateur de l'UÇK et frère d'Adem Jashari
- Sylejman Selimi (né en 1970), camarade d'Adem Jashari
- Perparim Hetemaj (né en 1986), footballeur
- Mehmet Hetemaj (né en 1987), footballeur
- Dardan Lushtaku(né en 1992), joueur suédois de volley-ball, d'origine kosovare
- Mërgim Vojvoda (né en 1995), footballeur

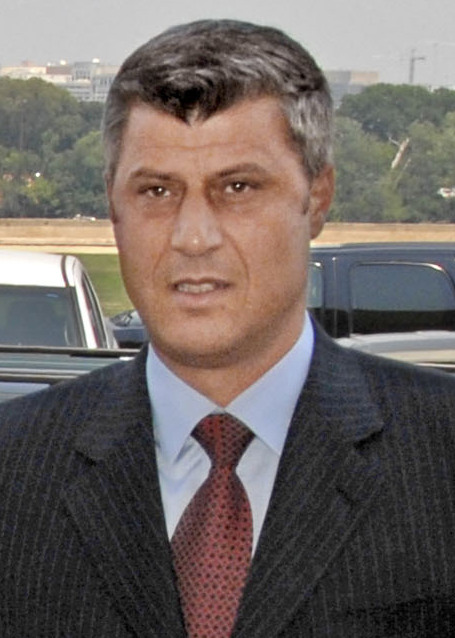
Hashim Thaçi